# Vicky Maeijer
Vicky Maeijer (ur. 7 września 1986 w Rotterdamie) – holenderska polityk, prawniczka i samorządowiec, posłanka do Parlamentu Europejskiego VIII kadencji, parlamentarzystka krajowa, w latach 2024–2025 sekretarz stanu.

## Życiorys
Ukończyła w 2009 studia prawnicze na Uniwersytecie Erazma w Rotterdamie. Została etatową działaczką Partii Wolności – pracowała w Tweede Kamer (2007–2009) i w Parlamencie Europejskim (2009–2010). Następnie powróciła do niższej izby Stanów Generalnych jako doradca frakcji Partii Wolności. W 2011 uzyskała mandat radnej stanów prowincjonalnych w Holandii Południowej. W 2014 z ramienia swojego ugrupowania została wybrana do Europarlamentu VIII kadencji. W 2017 wybrano ją natomiast w skład Tweede Kamer, w konsekwencji odeszła z PE. Mandat posłanki do niższej izby holenderskiego parlamentu utrzymywała także w 2021 i 2023.
W lipcu 2024 w nowo powołanym gabinecie Dicka Schoofa została sekretarzem stanu w resorcie zdrowia, zabezpieczenia społecznego i sportu. Odeszła z tej funkcji w czerwcu 2025, gdy PVV opuściła koalicję rządową.